# Sistema morfogenético
Sistema morfogenético, conjunto de procesos elementales responsables del modelado del relieve que se pueden combinar de forma distinta. Los sistemas morfogenéticos pueden ser:
- Sistemas abiertos, que son aquellos que se alimentan con energía, la pierden y alimentan a otro sistema morfogenético. También es capaz de retroalimentarse por una aportación de energía exterior.

- Sistemas cerrados: la tierra, el ciclo hidrológico.

Las variables que intervienen en los sistemas morfogenéticos son el clima, la hidrografía, la geomorfología y finalmente la biogeografía, que estará condicionada por las variables anteriores. A estas variables se les conoce con el nombre de factores geográficos.
- Datos: Q6129923